# Saison 6 de South Park
Chronologie
Saison 5 Saison 7
Cet article présente le guide des épisodes de la sixième saison de la série télévisée South Park. 

## Épisodes
| № | #  | Titre | Réalisation               | Scénario                                    | Première diffusion |
| --- | -- | --- | ------------------------- | ------------------------------------------- | ------------------ |
| 80 | 1  | Couillo-mentonite Freak Strike                                                                                   | Trey Parker               | Trey Parker                                 | 20 mars 2002       |
| Le Maury Povich Show reçoit des personnes difformes et leur offre des cadeaux. Les gamins décident d'envoyer Butters au show avec des testicules en latex attachées au menton. |    | |                           |                                             |                    |
| 81 | 2  | Jared a le SIDA Jared Has Aides                                                                                  | Trey Parker               | Trey Parker                                 | 6 mars 2002        |
| Jared, un homme qui a perdu du poids en ne mangeant que des sandwichs de chez Subway, arrive à South Park et déclenche un malentendu terrible. Les enfants tentent de répliquer son succès en prenant Butters comme cobaye. |    | |                           |                                             |                    |
| 82 | 3  | Asspen | Trey Parker               | Trey Parker                                 | 13 mars 2002       |
| Les parents organisent un week-end à Aspen pour profiter d'une offre exceptionnelle, mais se retrouvent victimes d'une arnaque. Stan se retrouve entraîné dans une rivalité avec un jeune homme arrogant et doit faire une course de ski alors qu'il est débutant.                                                                                            |    | |                           |                                             |                    |
| 83 | 4  | La Bande-Annonce du nouveau Terrance et Philippe The New Terrance and Phillip Movie Trailer                      | Trey Parker               | Trey Parker                                 | 3 avril 2002       |
| Les enfants sont surexcités par l'arrivée de la bande annonce du nouveau film de Terrance et Philippe. Un concours de circonstances les force à courir de maison en maison pour pourvoir regarder le programme. |    | |                           |                                             |                    |
| 84 | 5  | Le veau, c'est rigolo Fun with Veal                                                                              | Trey Parker               | Trey Parker                                 | 27 mars 2002       |
| Les enfants se soucient du sort des veaux destinés à l'abattoir et les kidnappent. |    | |                           |                                             |                    |
| 85 | 6  | Professeur Chaos Professor Chaos                                                                                 | Trey Parker & Matt Stone  | Trey Parker & Matt Stone & Glasgow Phillips | 10 avril 2002      |
| Stan, Kyle et Cartman ont décidé que Butters est un piètre successeur de Kenny et le « renvoient » comme quatrième ami. Ils décident de sélectionner le suivant à la façon des émissions de télé-réalité. Excédé, Butters s'invente un alter-égo maléfique, le Professeur Chaos.                                                                              |    | |                           |                                             |                    |
| 86 | 7  | Les Simpson l'ont déjà fait Simpsons Already Did It                                                              | Trey Parker               | Trey Parker & Matt Stone & Glasgow Phillips | 26 juin 2002       |
| Mme Crockelpaf décède et les quatre gamins croient que c'est leur faute à la suite d'un malentendu. Pendant ce temps là, le Professeur Chaos peine à inventer des plans maléfiques qui n'aient pas déjà été imaginés dans Les Simpson. |    | |                           |                                             |                    |
| 87 | 8  | Les cathos, c'est chaud Red Hot Catholic Love                                                                    | Trey Parker               | Trey Parker & Matt Stone & Glasgow Phillips | 3 juillet 2002     |
| Le père Maxi est inquiet au sujet de sa paroisse et de la méfiance des habitants envers les prêtres. Pendant ce temps, South Park devient athée, et les gens décident de manger par le rectum et de déféquer par la bouche. |    | |                           |                                             |                    |
| 88 | 9  | Bérets gratos Free Hat                                                                                           | Tony Nugnes               | Trey Parker & Matt Stone                    | 10 juillet 2002    |
| Les gamins en ont marre que George Lucas et Steven Spielberg ne cessent de retoucher leurs films avec des images de synthèse ou en éditant les images ou les mots choquants. Ils décident de mener campagne contre ces pratiques mais ils se retrouvent embrigadés dans une sombre histoire de libération de tueur de bébé.                                   |    | |                           |                                             |                    |
| 89 | 10 | Les seins de Bébé mettent en danger la société Bebe's Boobs Destroy Society                                      | Trey Parker               | Trey Parker                                 | 17 juillet 2002    |
| La puberté fait irruption à South Park : Barbara a des seins qui poussent et les garçons ont un comportement des plus bizarres. |    | |                           |                                             |                    |
| 90 | 11 | Les enlèvements d'enfants, c'est pas marrant Child Abduction Is Not Funny                                        | Trey Parker               | Trey Parker & Matt Stone                    | 24 juillet 2002    |
| Les parents sont victimes de la psychose de l'enlèvement. Au fil des infos, ils apprennent que leurs enfants peuvent être enlevés par eux-mêmes. Mme le Maire demande au chinois Tuong Lu Kim d'édifier une muraille comme dans son pays mais les Mongols l'attaquent...                                                                                      |    | |                           |                                             |                    |
| 91 | 12 | Une échelle pour aller au ciel A Ladder to Heaven                                                                | Trey Parker               | Trey Parker                                 | 6 novembre 2002    |
| Les gamins ont gagné une tombola à la confiserie, mais réalisent que Kenny avait gardé le ticket. Ils décident donc de construire une échelle pour le paradis afin de le récupérer. Cartman avale les cendres de Kenny et se retrouve possédé. |    | |                           |                                             |                    |
| 92 | 13 | Le Retour de la communauté de l'anneau des deux tours The Return of the Fellowship of the Ring to the Two Towers | Trey Parker               | Trey Parker                                 | 13 novembre 2002   |
| Les gamins, jouant au Seigneur des anneaux, se retrouvent accidentellement en possession d'un film pornographique. Ils sont pourchassés par des garçons plus âgés et par Butters, traumatisé par le film. |    | |                           |                                             |                    |
| 93 | 14 | Le Camp de la mort de tolérance The Death Camp of Tolerance                                                      | Trey Parker               | Trey Parker                                 | 20 novembre 2002   |
| Mr Garrison veut se faire renvoyer de l'école pour pouvoir demander des réparations, et se livre à des provocations de plus en plus outrageuses devant les enfants. Les parents cependant sont décidés à se montrer d'une tolérance à toute épreuve, même quand Garrison expédie une pauvre gerbille dans les entrailles de son nouvel assistant, Mr Esclave. |    | |                           |                                             |                    |
| 94 | 15 | Le Plus Gros Connard de l'univers The Biggest Douche in the Universe                                             | Trey Parker               | Trey Parker                                 | 27 novembre 2002   |
| Cartman est possédé par l'âme de Kenny et Chef tente de le faire exorciser. Kyle se laisse impressionner par un médium de télévision, dont Stan tente de détruire la réputation. |    | |                           |                                             |                    |
| 95 | 16 | Mon Futur Moi et moi My Future Self n' Me                                                                        | Trey Parker & Eric Stough | Trey Parker                                 | 4 décembre 2002    |
| Un homme se présentant comme le Stan Marsh du futur arrive à South Park. Stan est horrifié de voir qu'il va devenir un raté, mais finit par comprendre qu'il y a anguille sous roche. |    | |                           |                                             |                    |
| 96 | 17 | La Chute du traîneau rouge Red Sleigh Down                                                                       | Trey Parker               | Trey Parker & Matt Stone                    | 11 décembre 2002   |
| Cartman est très tendu. Il a commis trop de mauvaises actions pour espérer avoir des cadeaux à ce Noël. Il tente alors de se racheter en convainquant le Père Noël d'apporter Noël en Irak. Malheureusement celui-ci s'écrase dans son traîneau sur Bagdad...                                                                                                 |    | |                           |                                             |                    |